# Vyron
Vyronas (greacă Βύρωνας) este un oraș în Grecia în prefectura Atena.